# Matthew Emmons
Pour les articles homonymes, voir Emmons.
Matthew D. Emmons, né le 5 avril 1981 dans le township de Mount Holly, est un tireur sportif américain.
Il a remporté une médaille d'or aux Jeux olympiques d'été de 2004 et une médaille d'argent aux Jeux olympiques d'été de 2008, à chaque fois à l'épreuve de carabine sur 50 mètres en position couché. Sur le point de remporter un doublé historique dans l'épreuve du 3 positions des Jeux Olympiques d'Athènes en 2004, il tire sur la cible d'un concurrent lors de sa dernière balle de finale, et termine à la huitième et dernière place de cette même finale. A Pékin, alors qu'il entre en finale du 3 positions, carabine, 50 mètres à la deuxième place à un point seulement du premier, et qu'il est en tête de 3,3 points sur son rival à la neuvième, il lâche un 4,4 à sa dixième balle de finale, et termine en 4e position. Il lui faudra attendre les Jeux de Londres en 2012 pour remporter le bronze dans cette discipline.